# Fuenterrebollo
Fuenterrebollo település Spanyolországban, Segovia tartományban. Fuenterrebollo Fuentidueña, Navalilla, Carrascal del Río, Sebúlcor és Cantalejo községekkel határos. Lakosainak száma 339 fő (2024).

## Népesség
A település népessége az elmúlt években az alábbi módon változott:
| Lakosok száma | 424  | 394  | 369  | 388  | 370  | 359  | 352  | 341  | 332  | 339  |
|               | 2001 | 2004 | 2007 | 2009 | 2012 | 2014 | 2017 | 2019 | 2022 | 2024 |